# Piranha 3DD
Piranha 3DD is een Amerikaanse komedie-horrorfilm uit 2012 onder regie van John Gulager. Dit is de sequel van de film Piranha 3-D.

## Verhaal
Een jaar na de aanval van de bloeddorstige piranha’s op Lake Victoria zijn de vraatzuchtige vissen op zoek naar hun volgende hapje. Via het rioleringssysteem van de stad kunnen ze ontsnappen. Hierdoor krijgen ze toegang tot het zwempark Big Wet, een pas geopend waterpretpark, waar vele jongeren zich verzamelen om flink te feesten. Op zoek naar plezier, drank en mooie meiden krijgen ze echter te maken met een zeer lastige opgave, namelijk uit de kaken blijven van de meest hapgrage killer-piranha's ooit. De wilskrachtige Maddy en haar vrienden Barry en Kyle zullen zich moeten verzetten tegen deze mensenetende creaturen. Maar kan men ze wel tegenhouden?

## Rolverdeling
| Acteur             | Personage                      |
| ------------------ | ------------------------------ |
| Danielle Panabaker | Maddy                          |
| Matt Bush          | Barry                          |
| David Koechner     | Chet                           |
| Chris Zylka        | Hulpsheriff Kyle               |
| Katrina Bowden     | Shelby                         |
| Jean-Luc Bilodeau  | Josh                           |
| Meagan Tandy       | Ashley                         |
| Paul James Jordan  | Travis                         |
| Christopher Lloyd  | Henry Goodman                  |
| David Hasselhoff   | Zichzelf                       |
| Adrian Martinez    | Big Dave                       |
| Sylvia Jefferies   | Jonge moeder                   |
| Matt Lintz         | David (roodharige jongen)      |
| Irina Voronina     | Kiki                           |
| Gary Busey         | Clayton                        |
| Clu Gulager        | Mo                             |
| Paul Scheer        | Andrew                         |
| Sierra Fisk        | Bethany                        |
| Ving Rhames        | Hulpsheriff Fallon (onvermeld) |

## Achtergrond
- De film viel in de prijzen bij de Golden Raspberry Awards 2012. Dit als 'Slechtste Prequel, Remake, Rip-off of Sequel' van het jaar en voor de 'Slechtste mannelijke bijrol' van David Hasselhoff.